# Kaliboto (Bener)
Kaliboto is een bestuurslaag in het regentschap Purworejo van de provincie Midden-Java, Indonesië. Kaliboto telt 2478 inwoners (volkstelling 2010).